# Les Piles-Poils
Les Piles-Poils sont un groupe humoristique québécois créé en 2014. Il est composé de Simon Portelance, Mathieu Portelance et David W. Morin. Leur humour est réputé pour être absurde et satirique. Il est aussi principalement axé sur la parodie et sur la culture populaire.

## Historique

### Les Bandits Gentils (2011-2013)
Avant la création des Piles-Poils, on retrouve le groupe humoristique Les Bandits Gentils. Fondé en août 2011 par Simon Portelance, ce groupe était également composé de Stéphane Corbino, Philip Labrie, David W. Morin, Guillaume Paquet et Hubert Vallée. Tous étaient étudiants dans le programme Arts et technologie des médias au Cégep de Jonquière. Le collectif trouvait son inspiration dans l'humour québécois du passé.

« On s'inspire surtout de RBO, des Chick'n Swell et un peu des Bleu Poudre. On est même influencés par Paul et Paul et Les Cyniques. Ce n'est peut-être pas actuel, mais c'est de là qu'est parti l'humour au Québec »

— Simon Portelance, Graffici

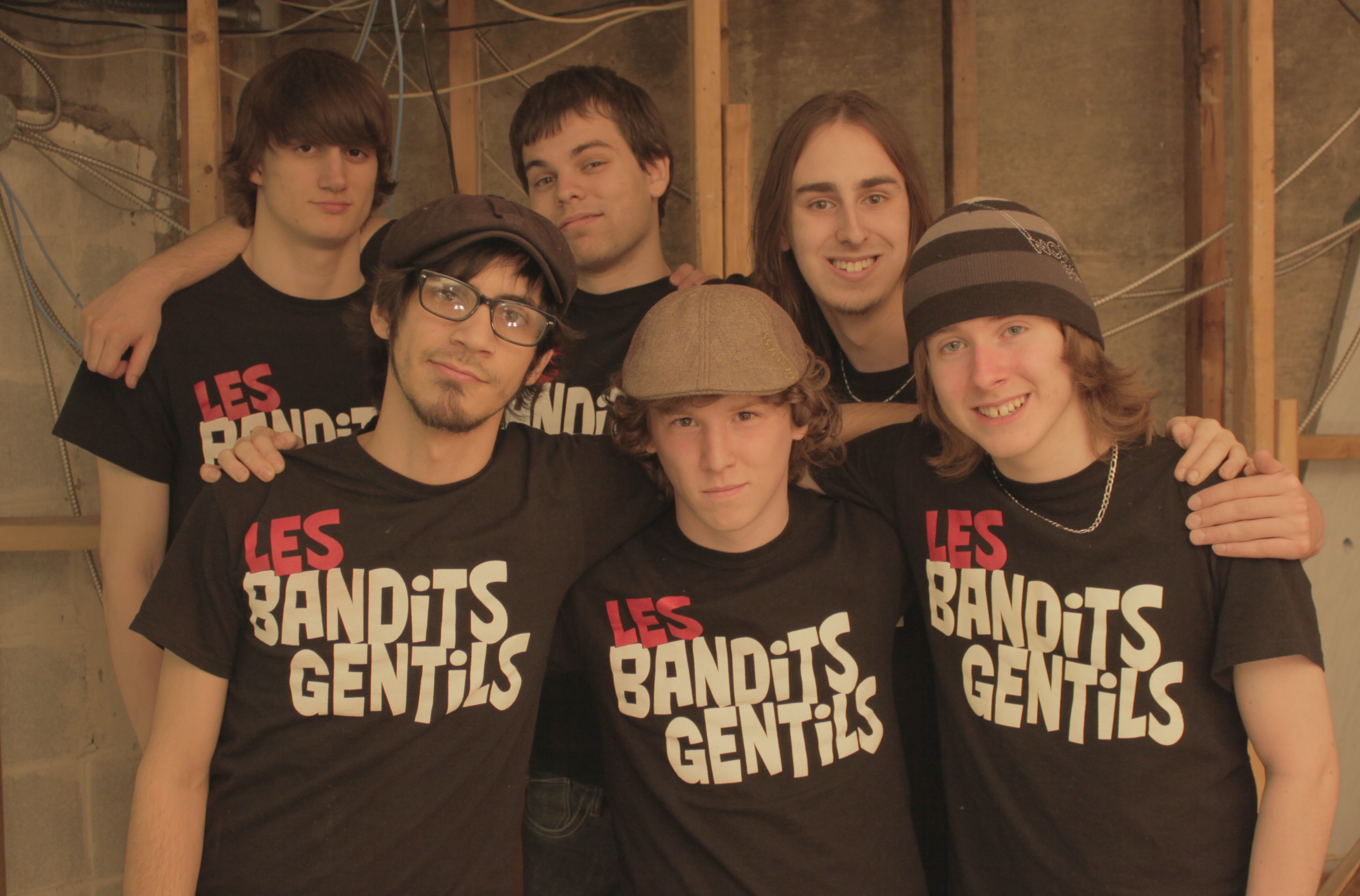
Les Bandits Gentils

Les Bandits Gentils connaissent un certain succès dans les murs du cégep de Jonquière grâce à leurs capsules et leurs entrevues qu'ils publient sur leur compte YouTube. Une de leurs vidéos parodiant l'émission Face à face animée par Stéphane Gendron et Caroline Proulx et diffusée sur la chaîne V devient virale pendant Grève étudiante québécoise de 2012. Le porte-parole de la CLASSE Gabriel Nadeau-Dubois fait une apparition éclair dans le sketch.
Ils participent aussi à un spectacle intitulé Le show d'gars à Sainte-Anne-des-Monts en 2012. Le groupe publie sa dernière capsule le 26 septembre 2013 : une parodie de la chanson La Complainte du phoque en Alaska du groupe Beau Dommage. À la toute fin de la vidéo, le groupe annonce sa dissolution en affichant une pierre tombale avec comme épitaphe: « RIP Les Bandits Gentils (2011-2012) ».

### Les Piles-Poils (2014-aujourd'hui)
À la suite de la dissolution des Bandits Gentils en 2012, Simon Portelance et David W. Morin décident de former un nouveau groupe, Les Piles-Poils. Le frère de Simon, Mathieu se greffera à la formation. Ils publieront leurs premières vidéos sur le site Trouble.voir.ca en 2014, qui était à l'époque une division humoristique du journal culturel Voir.

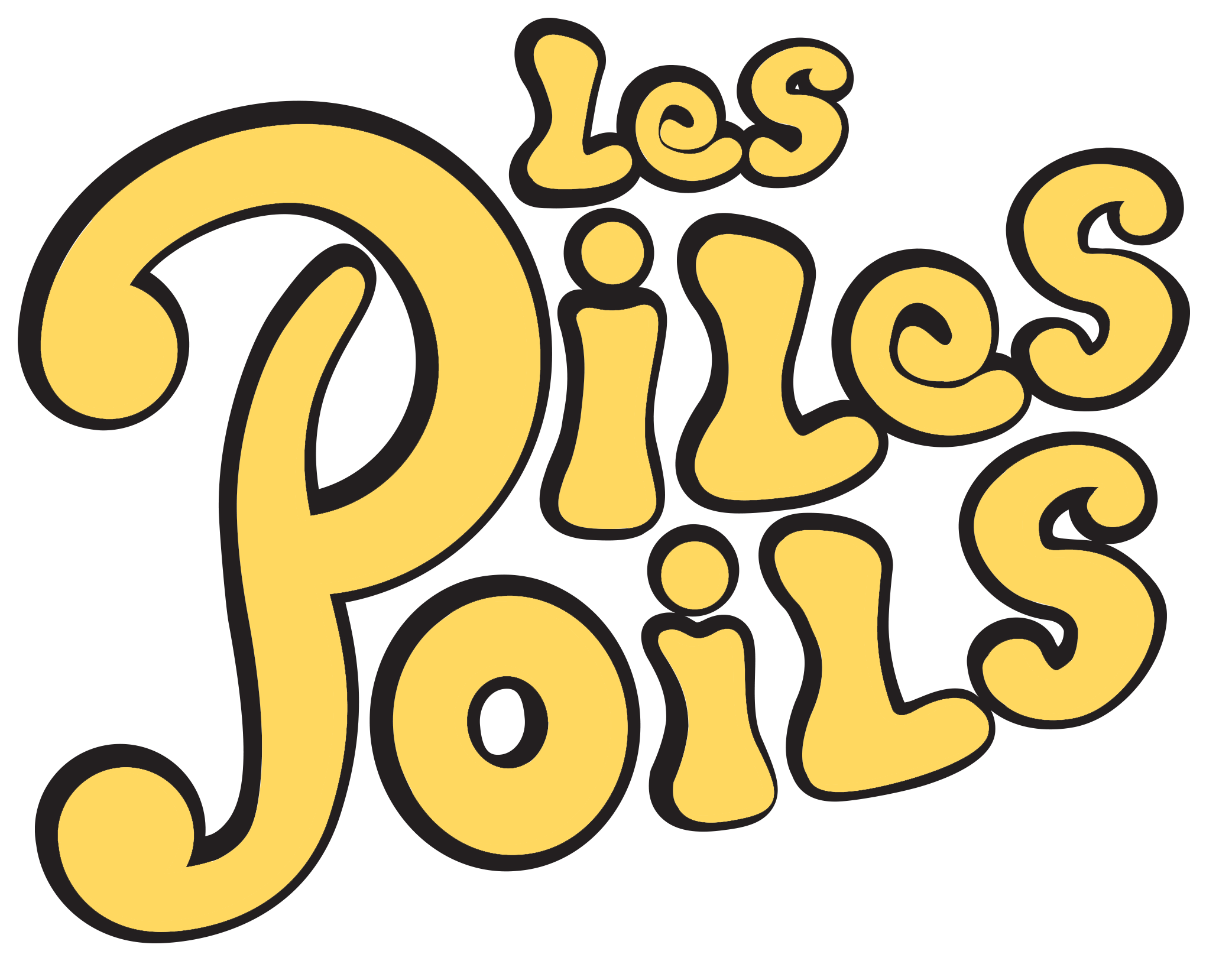
Logo des Piles-Poils.

En juin 2014, le groupe connait son premier succès viral avec une parodie d'une chanson du groupe Guns N' Roses, Paradise City qui deviendra Amène-moé à Chicoutimi. En août 2014, le groupe est en nomination dans la catégorie « Révélation de l'année » au premier Festival de l'Internet d'Alma.
En mars 2016, le groupe présente une fausse publicité pour un commerce fictif, le Dépanneur Potvin dans le cadre du Festival Regard de Saguenay,.
Le 18 juin 2016, le maire Denis Coderre annonce que la ville de Montréal se dotera d'un règlement qui interdira les chiens dangereux dont les American Pit Bull Terrier. Les Piles-Poils lance deux jours plus tard une parodie d'une chanson de Marc Drouin, Pied de poule qu'ils rebaptiseront pour l'occasion en Pitbull. Le clip deviendra viral et sera couvert par plusieurs médias québécois,.
En mars 2018, le groupe est en nomination dans la catégorie « Meilleure capsule/série/émission web » au Gala de la relève en humour. Un peu plus tard dans la même année, le 24 juin 2018, ils présentent leur premier spectacle intitulé La St-Jean de St-Donat dans le cadre du festival d'humour Minifest,.
En novembre 2019, les Piles-Poils présente leur second spectacle, Le karaoké des Piles-Poils au bar Medley Simple Malt de Montréal. Le spectacle comprend à la fois des parodies déjà existantes du groupe ainsi que des nouvelles crées spécialement pour l'occasion.
En octobre 2021, une autre parodie du groupe devient virale. Elle met en vedette François Chénier qui reprend son rôle de Carl « Le Kat » Charest de l'émission jeunesse Radio Enfer qui est devenu un vendeur de produits de téléphonie mobile. La vidéo sera reprise dans quelques médias québécois.
En juillet 2022, les Piles-Poils lancent dans le cadre du festival Zoofest un spectacle intitulé La Super soirée des exposés oraux. Lors de cette soirée, le groupe ainsi que plusieurs humoristes invités présentent des exposés oraux qui sont évalués par un professeur fictif.

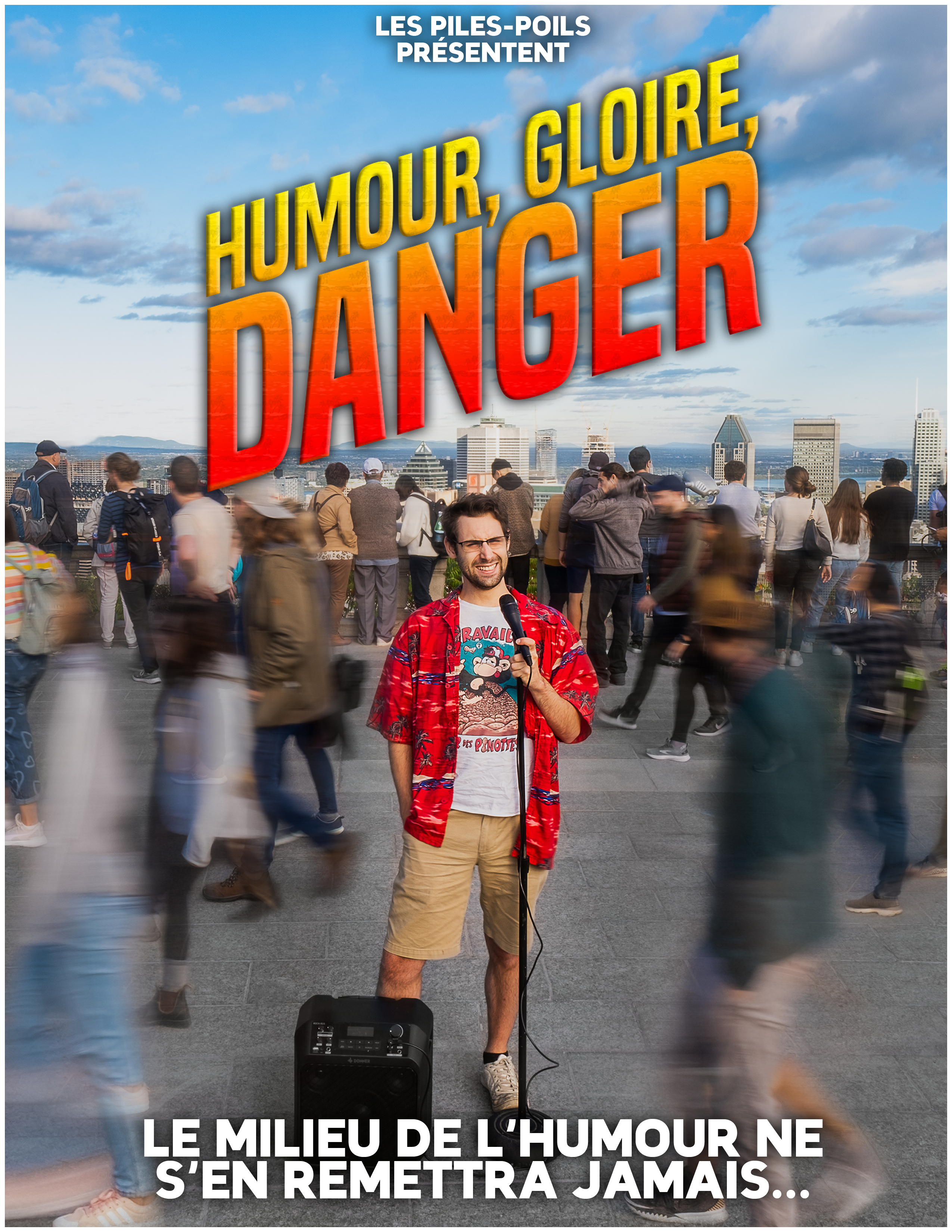
Affiche de la série Humour, Gloire, Danger.

En novembre 2022, une web-série mocumentaire à propos d'un de leurs personnages, Jean-Alexandre Nicolas Barette est lancée. Humour, Gloire, Danger a pour but de terminer l'arc narratif de leur personnage d'humoriste colérique qui a été créé quelques années plus tôt, en 2015,.
En janvier 2024, le groupe a lancé un balado de création instantanée intitulé La cabine d'essayage. Dans chaque épisode, le groupe est accompagné d'une personne invitée et doivent écrire chacun un numéro de stand-up en 15 minutes, avec des contraintes imposées. Ensuite, ils doivent créer un personnage et présenter le fruit de leur création dans un numéro d'une durée de 5 minutes.

### SCRAM (2017-aujourd'hui)
En décembre 2017, les Piles-Poils publient une revue de fin d'année intitulée SCRAM 2017 sur leurs réseaux sociaux. La vidéo, d'une durée d'environ 8 minutes, présente les moments les plus marquants de l'année au moyen de courts sketchs humoristiques. Cette revue de fin d'année deviendra une tradition pour le groupe. Ils en publieront une à chaque année depuis. À chaque édition, la durée augmentera de façon graduelle pour atteindre 34 minutes en 2024.
En décembre 2020, les Piles-Poils annoncent en entrevue sur le site Projection Culturel que leur objectif avec SCRAM est de trouver le soutien d'une société de production qui pourrait les aider financièrement, résoudre leurs problèmes logistiques et leur permettre finalement de ne pas faire de déficit lorsqu'ils font leur revue annuelle.

« Mon objectif, c’est qu’un SCRAM soit produit pour le Web, peu importe la plateforme. […] S’il y a une boîte qui peut juste nous aider avec un studio, pouvoir faire plus de prothèses faciales, d’avoir une plus grosse équipe, mais que ça reste Piles-Poils, ce serait super. »

— Mathieu Portelance, Projection Culturel
En décembre 2021, SCRAM se fait remarquer par les médias québécois. Ils soulignent que cette revue de fin d'année est un bon complément à la traditionnelle revue télévisuelle de fin d'année, le Bye Bye diffusé sur ICI Radio-Canada Télé,,.

« Je pense que ce sont des gars à suivre. C'est absolument touchant, des fois drôle, caustique. Ils sont même un peu baveux et plus que la moyenne. C'est sûr qu'ils n'ont pas le même mandat [que le Bye Bye], mais ce qui m'impressionne c'est qu'ils aient réussi à faire ça avec à peu près rien comme budget. »

— Claudia Larochelle, Émission Pénélope
Le 12 décembre 2022, le festival Juste pour rire annonce qu'il s'associe avec les Piles-Poils pour produire et distribuer SCRAM 2022. Ce partenariat est renouvelé pour l'édition suivante, SCRAM 2023. 

« Nous sommes vraiment ravis d’avoir la chance de collaborer avec Les Piles-Poils à nouveau cette année. C’est très important pour nous de nous associer à des artistes avec qui nous pouvons produire du contenu complètement unique et qui partagent nos valeurs. »

— Patrick Rozon, chef de la direction de la création chez Juste pour rire.
En janvier 2025, le groupe est nommé au Gala Les Olivier dans la catégorie « Texte de l'année: capsule ou sketch web humoristique ».

## Carrière

### Spectacles
- 2018 : La St-Jean de St-Donat
- 2019 : Le karaoké des Piles-Poils
- 2022 : La Super soirée des exposés oraux
- 2023 : La Super soirée des exposés oraux 2

### Web
- 2016 : Le show du ciel
- 2017 : SCRAM 2017
- 2018 : SCRAM 2018
- 2019 : SCRAM 2019
- 2020 : SCRAM 2020
- 2021 : SCRAM 2021
- 2022 : Humour, Gloire, Danger
- 2022 : SCRAM 2022
- 2023 : SCRAM 2023
- 2024 : SCRAM 2024

### Baladodiffusion
- 2024 : La cabine d'essayage

## Discographie

### Singles
- 2017 : Pénurie de fruits

## Lauréats et nominations

### Gala Les Olivier
- 2025 : « Texte de l'année: capsule ou sketch web humoristique » (nomination)

### Festival de l'Internet d'Alma
- 2014 : « Révélation de l'année » (nomination)

### Gala de la relève en humour
- 2018 : « Meilleure capsule/série/émission web » (nomination)